# 馬鹿は死ななきゃ治らない
馬鹿は死ななきゃ治らない（ばかはしななきゃなおらない）は、江戸時代の日本からのことわざ。

## 概要
愚かな人間というのはどうにもしようが無く、いろいろ手を尽くそうとも呆れるしかないということである。愚かな人間の性質を治そうとしても治しようが無いため、馬鹿を治療することはできないということである。
この言葉の意味することの発想や表現は江戸時代から存在している。
この馬鹿は死ななきゃ治らないというのは、広沢虎造 (2代目)の浪曲で用いられていたフレーズであった。このフレーズで広沢虎造 (2代目)の一大ブームが起きて、広沢虎造 (2代目)は1948年の芸能人所得番付で7位にまでなる。この人気に吉本せいは目を付けて、特別芸人の芸人として広沢虎造 (2代目)を吉本興業の劇場に出演させるようになる。馬鹿は死ななきゃ治らないとは、1937年に広沢虎造 (2代目)が語った『森の石松』という浪曲の中で用いられていた文句であった。誕生した当時は愛国や軍国がまかり通っていた世の中であったためにそれほど流行らなかったものの、その当時の世相の中で一種の懐古趣味のようにこの言葉が時代の流れに入り込んでいった。それから後の時代にはレコードやラジオの普及と共に、この言葉は日本全国に広まっていく。現代の日本では浪曲の真似をする人はいないものの、この浪曲からの馬鹿は死ななきゃ治らないは知らず知らずのうちに用いられている。この言葉が出てきたのは石松が金比羅からの帰りの八軒家船着場から伏見までの船旅のときのことで、船の中で乗客たちの話に花が咲き、東海道一の大親分の清水次郎長の子分の話になると石松は居ても立ってもいられなくなり話の中に入ってくる。石松は他の乗客に次郎長に良い子分がいるかと問えば、乗客は次郎長ほど偉いのが5人か6人ほどいると答える。それから石松が一番強い子分は誰かと問えば、乗客は石松以外の何人かを言っていくが17番目ほどになっても石松の名が出てこない。それから石松はもう一度胸に手を当てて考えてくれと言えば、乗客はいくら考えても石松の名が出てこなかったのが出てきた。でもあいつは馬鹿だからねと言い、石松が馬鹿なのかいと言えば、乗客は馬鹿も馬鹿で、東海道で一番馬鹿と言った。そして馬鹿は死ななきゃ治らないとも言った。
絵本館の社長はラジオ番組で、馬鹿は死ななきゃ治らないというのは嘘であり、70歳でも80歳でも遅くないと語る。
木村友衛の曲で『馬鹿は死ななきゃなおらない』というのがある。
2001年に公開された古澤裕介が主演の『バカは死ななきゃ治らない』という映画作品がある。
ジャッジ・ジュデイ著の『女の馬鹿は死ぬまで治らない』という書籍がある。